# Disney+
Disney+ (Disney Plus) es un servicio de streaming propiedad de The Walt Disney Company mediante su división Disney Entertainment. El servicio ofrece películas, documentales, especiales, cortos, eventos en directo, programas y series de televisión producidas por The Walt Disney Studios y Disney General Entertainment Content. Su interfaz presenta diferentes secciones temáticas con contenidos de Disney, Pixar, Marvel, Star Wars, National Geographic, ESPN (disponible en Estados Unidos, Latinoamérica y el Caribe) y Hulu (disponible solo en los Estados Unidos) o Star (disponible fuera de los Estados Unidos).
El servicio inició sus emisiones en los Estados Unidos y Canadá el 12 de noviembre de 2019,y comenzó a estar disponible en Países Bajos el 12 de septiembre de 2019, y en Reino Unido, España, Francia, Alemania, Italia y varios países europeos el 24 de marzo de 2020. Con el paso del tiempo se fue expandiendo hacia otras regiones; en América Latina y el Caribe (exceptuando Cuba y las Islas Virgenes Americanas) comenzó a estar disponible el 17 de noviembre de 2020. Después llegó a Sudáfrica el 18 de mayo de 2022, seguido del resto de África y de Oriente Medio el 8 de junio de 2022; más tarde comenzó las operaciones en Hungría, República Checa, Grecia, Polonia, Turquía, Rumania y en otros países europeos el 14 de junio de 2022, e Israel el 16 de junio de 2022.

## Historia

### 2015–2019
A finales de 2015, Disney lanzó un servicio streaming en el Reino Unido llamado DisneyLife para incursionar en el mercado de las plataformas de video. Con el lanzamiento de Disney+ en el país, cesó sus operaciones el 24 de marzo de 2020.
En agosto de 2016, Disney se volvió accionista minoritario en la empresa BAMTech (la cual se había separado de la empresa MLB Advanced Media, especializada en tecnología streaming) por US$1000 millones, con la posibilidad de volverse su accionista mayoritario en el futuro. Tras la compra, ESPN anunció planes para un «proyecto incursionista [over-the-top]» basado en su tecnología (ESPN+) para reemplazar a sus actuales servicios de televisión convencional. El 8 de agosto de 2017, Disney aumentó su participación en BAMTech al 75% del accionado por US$1580 millones. Además, la empresa anunció planes para el lanzamiento de una segunda plataforma bajo la marca Disney compuesta por programación de entretenimiento de producción propia, la cual se lanzaría tras finalizar el acuerdo de distribución de contenidos vigente con Netflix en 2019. Poco después, Agnes Chu, ejecutiva de la división de Desarrollo de Historias y Franquicias en Walt Disney Imagineering, fue la primera ejecutiva nombrada para la nueva división como vicepresidenta sénior de contenidos. Chu dirigió dos proyectos para su lanzamiento. El primero de ellos fue la revisión física de todos los contenidos del archivo de Disney que no hayan sido digitalmente restaurados con el fin de verificar cuales podrían hacerse disponibles inmediatamente tanto física como legalmente en una plataforma de streaming. También se tuvieron que revisar «carpetas de papeles con acuerdos legales» para identificar posibles inconvenientes. Por el otro lado, Chu se reunió con los líderes de las distintas divisiones de producción de contenidos de Disney para decidir qué producciones serían adecuadas para ser estrenadas en un servicio streaming en lugar del cine convencional. Chu renunció en agosto de 2020.
En diciembre de 2017, Disney anunció su intención de adquirir 21st Century Fox. Con la intención de reforzar la cartera de contenidos de Disney para sus productos de streaming, la adquisición se completó el 20 de marzo de 2019.
En enero de 2018, se informó de que el exejecutivo de Apple y Samsung Kevin Swint había sido nombrado vicepresidente sénior y director general bajo las órdenes del director general de BAMTech, Michael Paull, que dirige el desarrollo. En marzo de 2018, la división de segmentos de primer nivel de Disney se reorganizó con la formación de Disney Direct-to-Consumer and International, que entonces incluyó BAMTech, que contiene "toda la tecnología y los productos orientados al consumidor". En junio de ese mismo año, Ricky Strauss, antiguo jefe de marketing de los estudios de Disney, fue nombrado presidente de contenidos y marketing, aunque dependiente del presidente de Disney Direct-to-Consumer and International, Kevin Mayer. En enero de 2019, el director de operaciones de Fox Television Group, Joe Earley, fue nombrado vicepresidente ejecutivo de marketing y operaciones. En junio de 2019, Matt Brodlie fue nombrado vicepresidente mayor de desarrollo de contenidos internacionales. En agosto de 2019, Luke Bradley-Jones fue contratado como vicepresidente mayor de directo al consumidor y director general de Disney+ para Europa y África.

El 8 de noviembre de 2018, el consejero delegado de Disney, Robert Iger, anunció que el servicio se llamaría Disney+ y que la compañía tenía como objetivo un lanzamiento a finales de 2019. Al parecer, se había previsto el lanzamiento en septiembre, pero el 11 de abril de 2019, Disney anunció que Disney+ se lanzaría el 12 de noviembre de 2019 en Estados Unidos. Disney declaró que planeaba desplegar el servicio en todo el mundo durante los próximos dos años, apuntando a Europa Occidental y los países de Asia-Pacífico a finales de 2019 y principios de 2020, y a Europa del Este y América Latina durante 2020. El calendario de los lanzamientos internacionales está sujeto a la adquisición o el vencimiento de los acuerdos de derechos de streaming existentes para el contenido de Disney. El 6 de agosto de 2019, Iger anunció que ofrecerá un paquete de streaming de Disney+, ESPN+ y la versión con publicidad de Hulu por $12.99 dólares al mes disponible en el lanzamiento. En la D23 Expo de agosto de 2019, Disney abrió las suscripciones a Disney+ con un descuento durante tres años. 

Logo de Disney+ desde 2019 hasta 2024.

El 12 de septiembre de 2019, una versión de prueba de Disney+ estuvo disponible en los Países Bajos con un contenido limitado disponible. Esta fase de prueba duró hasta el lanzamiento oficial el 12 de noviembre, cuando los usuarios de la versión de prueba pasaron a un plan de pago. Disney+ se puso a la venta en septiembre en Estados Unidos con una prueba gratuita de 7 días tras su lanzamiento.
En octubre de 2019, Disney lanzó un tráiler de tres horas y media en YouTube para mostrar su línea de lanzamiento de la plataforma. También se informó de que Disney prohibiría los anuncios del competidor Netflix en la mayoría de sus plataformas de televisión, excepto en ESPN.
Disney+ se lanzó el 12 de noviembre de 2019 a medianoche, hora del Pacífico, en los tres países de lanzamiento iniciales anunciados. Los servicios tuvieron algunos problemas el primer día, desde el inicio de sesión (alrededor del 33% de los problemas), el acceso a contenidos específicos (alrededor del 66%), la configuración de perfiles y las listas de vigilancia. Algunos de los problemas se debieron a dispositivos de terceros.
El 18 de noviembre de 2019, una investigación de ZDNet descubrió que las cuentas de miles de usuarios fueron hackeadas mediante el registro de pulsaciones de teclas o un malware de robo de información. Sus direcciones de correo electrónico y contraseñas se cambiaron, "tomando efectivamente el control de la cuenta y bloqueando al anterior propietario", y su información de acceso se puso a la venta en la dark web.

### Década de 2020
El 12 de marzo de 2020, Vanessa Morrison, que anteriormente ocupaba el cargo de presidenta de Fox Family y 20th Century Animation, fue nombrada presidenta de Streaming de Walt Disney Studios Motion Picture Production y supervisaría el desarrollo y la producción de contenidos cinematográficos Disney+ de The Walt Disney Studios tanto para Walt Disney Pictures como para 20th Century Studios. Morrison depende directamente del presidente de Walt Disney Pictures, Sean Bailey.
El 12 de octubre de 2020, Disney anunció una reorganización de su negocio de medios con un mayor enfoque en el streaming, en la que tenían previsto añadir más contenidos para Disney+ y sus otras plataformas de streaming (como Hulu y ESPN+ en Estados Unidos y Star+ en América Latina) en el futuro.
El 10 de diciembre de 2020, Disney anunció que un año después del lanzamiento de Disney+, tenía más de 86.8 millones de suscriptores. Más tarde se anunció que, a partir del 2 de enero de 2021, la plataforma contaba con más de 94.9 millones de suscriptores.
En marzo de 2021, Disney anunció un aumento de los precios del servicio de streaming que tendría lugar el 26 de marzo de ese mismo año. En el segundo trimestre de 2021, Disney+ sumó 8.7 millones de suscriptores.
En agosto de 2021, el CEO de The Walt Disney Company, Bob Chapek, insinuó que una posible fusión de Hulu, ESPN+ y Disney+ en los Estados Unidos y también insinuó que una posible fusión de Star+ y Disney+ en América Latina podría ocurrir en el futuro para crear un servicio de streaming todo en uno en Disney+.
El 4 de marzo de 2022, Disney anunció que planeaba lanzar una versión de Disney+ de bajo costo con publicidad para fines de 2022 en los Estados Unidos y que esa versión también se expandiría a otros territorios internacionales en 2023. Disney reveló más tarde, el 10 de agosto de 2022, que la versión con publicidad de Disney+ se lanzaría el 8 de diciembre, con más de 100 anunciantes. Esta contaba con un costo de $7,99 dólares al mes, y la versión sin publicidad de Disney+ recibió un aumento de precio de 3 dólares estadounidenses.
En mayo de 2022, la compañía informó que Disney+ había ganado 7.9 millones de suscriptores durante los primeros tres meses de 2022. En agosto de 2022, se anunció que el total combinado de suscriptores en todas las plataformas de streaming de Disney, incluidas Disney+, Hulu y ESPN+, había superado a Netflix con aproximadamente 221 millones.
En enero de 2023, Disney+ recibió su primera nominación al Premio de la Academia, por la película italiana Le pupille en la categoría de Mejor Cortometraje. En febrero de 2023, Disney informó un total de 161,8 millones de suscriptores de Disney+ en todo el mundo a finales de 2022, con una suma de 200.000 en Canadá y Estados Unidos, pero una pérdida neta de 2,4 millones en todo el mundo atribuida a la pérdida de derechos de transmisión de Indian Premier League de criquet en la India
El 10 de mayo de 2023, Disney anunció que presentaría una aplicación en los Estados Unidos que combina contenido de Disney+ y Hulu la cual tenía su propio nombre interno de Proyecto Hulk y que se conocíó oficialmente como Hulu on Disney+ en diciembre de ese año.
El 18 de mayo se anunció que Disney+ y Hulu eliminarían cerca de 60 películas y series originales el 26 de mayo para "reducir costos". La noticia provocó algunas reacciones negativas, principalmente hacia la decisión inicial de eliminar Howard, el documental sobre la vida del compositor Howard Ashman, en vísperas del Mes del Orgullo y el lanzamiento de la adaptación de acción real de La Sirenita. Sin embargo, al día siguiente se confirmó que la película seguiría disponible en el servicio. El 1 de julio, se eliminaron más películas y series originales a nivel mundial, incluido Crater, que se estrenó siete semanas antes.  Sin embargo, el 26 de septiembre de 2023, se reveló que seis de las películas originales eliminadas: Crater, Better Nate Than Ever, Flora & Ulysses, The One And Only Ivan, Timmy Failure: Mistakes Were Made y la nueva versión de 2022 de Cheaper By The Dozen fueron relanzadas en múltiples plataformas digitales, incluidas Amazon Prime Video, Vudu y Google Play, un movimiento que algunos consideraron histórico y poco convencional para un servicio de streaming.
Tras un acuerdo de distribución con Spectrum en septiembre de 2023, Disney+ empezó a estar disponible para los suscriptores de Spectrum TV Select sin costo adicional.
La versión del nivel con publicidad se lanzó más adelante en Canadá y partes de Europa antes del 1 de noviembre de 2023.
El 6 de diciembre de 2023, Disney lanzó un centro de contenido para Disney+, que contiene el contenido de Hulu para suscriptores del paquete Disney Bundle en los Estados Unidos. Inicialmente fue una versión beta,hasta que se lanzó totalmente el 27 de marzo de 2024. Así mismo, como consecuencia de ello, The Walt Disney Company Latin America anunció el 12 de diciembre de 2023, que la plataforma Star+, la cual estaba disponible en América Latina, cesaría sus operaciones en la región para posteriormente ser fusionada como una sección dentro de su plataforma principal, Disney+, la cual anteriormente estaba prevista para el 30 de junio de 2024, de acuerdo a un comunicado emitido por la filial chilena de Movistar.Sin embargo, Disney decidió adelantar la fecha del relanzamiento de la plataforma junto a la incorporación de la sección, para el 26 de junio del 2024. Así mismo se informó que la integración de contenido de Star+ a Disney+ sería del 1 de abril al 26 de junio del 2024. Además, a partir de esa última fecha se empezaron a ofrecer las opciones de suscripción Premium, Estándar, y Estándar con anuncios, en ciertos países seleccionados de la región. El 18 de abril de 2024, Star+ envió un correo electrónico a sus suscriptores anunciando que el cierre de la plataforma había sido programado para el 24 de julio de ese mismo año, con lo cual, se daba por concluida la fusión de esta plataforma con Disney+.
En marzo de 2024, Disney+ estrenó un diseño de logotipo verde azulado actualizado, que Jess Weatherbed de The Verge creía que era una preparación para la fusión del servicio con Hulu. Ese mismo mes también se reveló el nuevo logotipo animado que serviría como pantalla de presentación y para abrir series y películas originales, con un breve tema orquestal compuesto por Ludwig Göransson. La interfaz también se actualizó para que coincida con el nuevo esquema de color verde azulado, que se denominó "Aurora" como un homenaje a la princesa Aurora de La Bella Durmiente (1959).
El 25 de julio, Disney anunció una asociación con Warner Bros. Discovery para ofrecer Disney+, Hulu y Max como un paquete en los Estados Unidos.
Después de que una mujer falleciera en un restaurante de Disney Springs, Disney argumentó que si un usuario se suscribe a Disney+ o accede a este mediante una prueba gratuita, renuncia permanentemente a su derecho a un juicio con jurado en cualquier disputa con la empresa.
El 15 de septiembre, luego de un acuerdo renovado con DirecTV, se empezaron a comercializar Disney+, ESPN+ y Hulu a los suscriptores de dicho operador.
El 22 de octubre, siguiendo una política similar a la implementada previamente por Netflix y Spotify, Disney anunció que ya no se aceptarán suscripciones dentro de la aplicación para Disney+ y Hulu a través de la App Store de Apple en iOS. Este cambio coincidió con un aumento de precio de US$2 para los usuarios que se suscribieron a través del sitio web.
En noviembre de 2024, Disney anunció que agregaría en Estados Unidos una sección de ESPN con contenido de ESPN+ en Disney+ para los suscriptores del paquete de Disney+, Hulu e ESPN+ a partir del 4 de diciembre; sin embargo, cierto contenido de ESPN seguirá estando disponible para los no suscriptores de ese paquete.
En mayo de 2025, se anunció que la compañía mexicoestadounidense TelevisaUnivision tendría una alianza con Disney Entertainment, en la que en México los usuarios obtendrían acceso a un nuevo plan de Vix que incluiría el plan con anuncios de Disney+ a partir del 9 de junio.
El 6 de agosto de 2025, Disney anunció cambios en su servicio Disney+, en el que el bloque Star sería reemplazado por Hulu en los países en que opera, luego de que adquiera sus acciones a Comcast.

## Contenido
El servicio se construye alrededor de las principales marcas de entretenimiento de Disney, incluyendo Walt Disney Pictures, Walt Disney Animation Studios, Disneynature, Disneytoon Studios, Pixar, Marvel Studios, Lucasfilm, National Geographic y películas seleccionadas de 20th Century Studios, Searchlight Pictures, Touchstone Pictures y Hollywood Pictures. Bob Iger el anterior CEO de Disney reveló que la estrategia del estudio es usar a Disney+ como una plataforma orientada a un público familiar (y que no llevará ninguna película o serie para adultos) mientras que se pretende utilizar la plataforma Hulu para completar la biblioteca de contenido no apto para todo público. Parte de la razón fue porque Disney adquirió control de un 60% del streaming tras la compra de 20th Century Fox que luego de concretarse a principios de 2019, incluiría una cantidad considerable de series de cadenas propietarias de Disney pero no apropiadas como Disney+ tales como FX. Esto último se volvería más aparente tras el cambio de cadena que recibieron shows originalmente planificados para Disney+ como High Fidelity y Love, Victor, series que fueron trasladadas a Hulu por tratar temas maduros, violentos y crudos.
En su lanzamiento se esperó que el servicio tuviera aproximadamente 7000 episodios de programas de televisión y 500 películas. Las películas de la biblioteca de Walt Disney Studios disponibles para su transmisión a través del servicio, incluyen funciones teatrales animadas de Disney y Pixar, películas de acción en vivo de Disney, películas del Universo Cinematográfico de Marvel y películas de Disneynature. El contenido de National Geographic, también se incluye en el servicio, así como las producciones de 20th Century Fox Television que fueron transmitidos por los canales FOX y FX.
El objetivo de contenido original inicial del servicio se planeó para incluir de cuatro a cinco películas originales y cinco programas de televisión con presupuestos de 25 a 100 millones de dólares. En agosto de 2018, se informó que The Mandalorian, la serie planificada de acción en vivo de Star Wars, costaría 100 millones de dólares.
El 8 de julio de 2022, la saga de Spider-Man se sumó a la plataforma por un tiempo limitado, incluyendo la película del UCM, la película del Universo Spider-Man de Sony y su película del Spider-Verse animado en Disney+ y en mayo de 2023 la película Ghost Rider se suma a Disney+, a su acuerdo que firmaría Sony con Disney, para transmitir contenido heredado de Sony en Disney+.

#### Deportes
El 26 de febrero de 2023, Disney+ transmitió en vivo en Japón el show de hielo individual Gift, el primer evento de patinaje artístico que se celebró en el Tokyo Dome, producido e interpretado por el dos veces campeón olímpico Yuzuru Hanyu. El 14 de julio el evento fue lanzado en todo el mundo.
El 14 de marzo de 2023, Disney+ mostró deportes en vivo por primera vez cuando, junto con Disney Channel y Disney XD, emitió una versión animada de un partido de hockey sobre hielo de la NHL entre los Washington Capitals y los New York Rangers. La animación incluía personajes de la serie de dibujos animados Big City Greens. Una segunda edición del juego, esta vez con los Pittsburgh Penguins y Boston Bruins, se transmitió en las mismas cadenas el 9 de marzo de 2024.
El 1 de octubre de 2023, Disney+ volvió a emitir deportes en vivo cuando, junto con ESPN+, transmitió una versión animada de un encuentro de fútbol americano de la NFL entre los Jacksonville Jaguars y los Atlanta Falcons. La animación presentaba personajes de Toy Story.
El 16 de abril de 2024, se anunció que Disney+ en Dinamarca y Suecia comenzaría a mostrar en vivo partidos de la UEFA Europa League y la UEFA Conference League a partir de la temporada 2024-25 hasta la 2026-27.
El 7 de mayo de 2024, el servicio dio a conocer que transmitiría simultáneamente la cobertura de ESPN2 de la noche de apertura de la WNBA el 14 de mayo.
Desde el 26 de junio de 2024, en América Latina y el Caribe, todo el contenido de ESPN (eventos deportivos en vivo y programas de televisión) comenzó a estar disponible en Disney+ después de su fusión con Star+.
En mayo de 2025, se confirmó que la plataforma comenzaría a transmitir partidos de la UEFA Women's Champions League en toda Europa a partir de la temporada 2025-26.

## Soporte de dispositivos y características
Disney+ está disponible para transmisión a través de navegadores web en PC como Google Chrome, Mozilla Firefox, Internet Explorer, Microsoft Edge, Safari y Opera, en computadoras como Windows y macOS, así como aplicaciones en dispositivos móviles como Android, Apple iOS (incluido iPad OS) y Windows Phone, reproductores multimedia como Apple TV, Google Chromecast, Roku, webOS, Tizen OS, Amazon Fire TV y Android TV tanto en televisores como en reproductores externos como el Xiaomi Mi Box S y la NVIDIA Shield TV, entre otros. El contenido disponible en Disney+ también se incluirá en la aplicación Apple TV y el 17 de noviembre de 2020 en Flow.
Disney+ permite siete perfiles de usuario por cuenta, con la capacidad de transmitir en cuatro dispositivos simultáneamente y descargas ilimitadas para ver sin conexión. El contenido se podrá transmitir en resoluciones de hasta 4K Ultra HD en Dolby Vision y HDR10, con sonido envolvente Dolby Atmos en dispositivos compatibles. El contenido archivado está disponible en inglés, español, francés y neerlandés, mientras que el contenido original de Disney+ cuenta con opciones de idioma adicionales.

## Lanzamiento

Disponible
Disponible como Disney+ Hotstar
Lanzamiento confirmado

Disney+ se lanzó en algunos países del mundo a través de un plan de despliegue, primero en Estados Unidos, Canadá y Países Bajos el 12 de noviembre de 2019, luego en Puerto Rico, Australia y Nueva Zelanda el 19 de noviembre del mismo año.
Durante el primer día del servicio en Estados Unidos, Canadá y Países Bajos, la aplicación de Disney+ fue descargada 3.2 millones de veces, convirtiéndose en la aplicación más descargada en App Store: casi el 89 por ciento de éstas se produjeron en Estados Unidos, mientras que 9 por ciento fueron en Canadá y 2 en Países Bajos. En esa misma jornada, diversos usuarios reportaron fallas técnicas a través de Twitter con la etiqueta #DisneyPlusFail: de acuerdo a estos, hubo problemas para suscribirse o conectarse al servicio, lo cual sería el resultado del gran volumen de tráfico recibido por el servidor al mismo tiempo. Otros problemas reportados fueron botones de reproducción que no aparecían al seleccionar una determinada película o episodio de una serie, así como contenidos existentes en el catálogo que no figuraban al hacer su búsqueda en la barra correspondiente. A pesar de estas irregularidades, al final del 12 de noviembre el servicio acumulaba más de 10 millones de suscriptores y se habían consumido 10 millones de horas de contenido; en contraste, en ese día se consumieron 6 millones de horas de contenido en Netflix.
Cuatro meses más tarde, el 24 de marzo de 2020, se lanzó en el Reino Unido, España y Europa Occidental, luego en Japón el 11 de junio de 2020, el 15 de septiembre de 2020, en Bélgica, los países nórdicos, Luxemburgo y Portugal y el 17 de noviembre de 2020 se lanzó en América Latina y el Caribe (exceptuando Cuba y las Islas Vírgenes de los Estados Unidos).
El 23 de febrero de 2021 se lanzó en Singapur, el 1 de junio de 2021 se lanzó en Malasia y el 30 de junio de 2021 se lanzó en Tailandia. Luego el 12 de noviembre de 2021 se lanzaron en Corea del Sur, Macao y Taiwán y el 16 de noviembre del mismo año se lanzó en Hong Kong.
El 18 de mayo de 2022, se lanzó en Sudáfrica, mientras que el 8 de junio de 2022, el lanzamiento se expandió por Oriente Medio y el norte de África (a excepción de Mauritania, Siria y Sudán) y el 14 de junio de 2022 en Europa oriental y Turquía, seguido de Israel, que se lanzó el 16 de junio de 2022. En Filipinas se lanzó el 17 de noviembre de 2022.
| Fecha                    | País/Territorio(s) | Socio(s)                                                                                      |
| ------------------------ | --- | --------------------------------------------------------------------------------------------- |
| 12 de noviembre de 2019  | Canadá | Ninguno                                                                                       |
| 12 de noviembre de 2019  | Países Bajos | Ninguno                                                                                       |
| 12 de noviembre de 2019  | Estados Unidos | Verizon Spectrum                                                                              |
| 19 de noviembre de 2019  | Australia | Ninguno                                                                                       |
| 19 de noviembre de 2019  | Nueva Zelanda | Ninguno                                                                                       |
| 19 de noviembre de 2019  | Puerto Rico | Ninguno                                                                                       |
| 24 de marzo de 2020      | Austria | Ninguno                                                                                       |
| 24 de marzo de 2020      | Alemania | Telekom                                                                                       |
| 24 de marzo de 2020      | Irlanda | Sky                                                                                           |
| 24 de marzo de 2020      | Italia | TIMvision                                                                                     |
| 24 de marzo de 2020      | España (Da cobertura en España, Andorra, Guinea Ecuatorial y territorios que pertenecieron a España en el norte de África (Protectorado español de Marruecos y Sahara español). | Movistar+                                                                                     |
| 24 de marzo de 2020      | Suiza | Ninguno                                                                                       |
| 24 de marzo de 2020      | Reino Unido | Sky O2                                                                                        |
| 2 de abril de 2020       | Islas del Canal | Ninguno                                                                                       |
| 2 de abril de 2020       | Isla de Man | Ninguno                                                                                       |
| 3 de abril de 2020       | India | Hotstar                                                                                       |
| 7 de abril de 2020       | Francia | Canal+                                                                                        |
| 30 de abril de 2020      | Antillas francesas | Canal+ Caraïbes (30 de abril de 2020 - 31 de diciembre de 2024)                               |
| 30 de abril de 2020      | Guayana Francesa | Canal+ Caraïbes (30 de abril de 2020 - 31 de diciembre de 2024)                               |
| 30 de abril de 2020      | Mónaco | Ninguno                                                                                       |
| 30 de abril de 2020      | Nueva Caledonia | Canal+ Calédonie (30 de abril de 2020 - 31 de diciembre de 2024)                              |
| 30 de abril de 2020      | Wallis y Futuna | Canal+ Calédonie (30 de abril de 2020 - 31 de diciembre de 2024)                              |
| 11 de junio de 2020      | Japón | NTT Docomo (Incluido con Disney Deluxe)                                                       |
| 5 de septiembre de 2020  | Indonesia | Hotstar Telkomsel                                                                             |
| 15 de septiembre de 2020 | Bélgica | Proximus                                                                                      |
| 15 de septiembre de 2020 | Dinamarca | Ninguno                                                                                       |
| 15 de septiembre de 2020 | Finlandia | Ninguno                                                                                       |
| 15 de septiembre de 2020 | Groenlandia | Ninguno                                                                                       |
| 15 de septiembre de 2020 | Islandia | Ninguno                                                                                       |
| 15 de septiembre de 2020 | Luxemburgo | Ninguno                                                                                       |
| 15 de septiembre de 2020 | Noruega | Ninguno                                                                                       |
| 15 de septiembre de 2020 | Portugal | Ninguno                                                                                       |
| 15 de septiembre de 2020 | Suecia | Ninguno                                                                                       |
| 2 de octubre de 2020     | Mauricio | Canal+ Maurice                                                                                |
| 2 de octubre de 2020     | Mayotte | Canal+ Mayotte                                                                                |
| 2 de octubre de 2020     | Reunión | Canal+ Réunion                                                                                |
| 17 de noviembre de 2020  | Anguila | Ninguno                                                                                       |
| 17 de noviembre de 2020  | Antigua y Barbuda | Visa                                                                                          |
| 17 de noviembre de 2020  | Argentina | DirecTV Movistar Claro Mercado Libre Telecentro Express Telecomunicaciones Personal-Flow Visa |
| 17 de noviembre de 2020  | Aruba | Visa                                                                                          |
| 17 de noviembre de 2020  | Bahamas | Visa                                                                                          |
| 17 de noviembre de 2020  | Barbados | Visa                                                                                          |
| 17 de noviembre de 2020  | Belice | Ninguno                                                                                       |
| 17 de noviembre de 2020  | Bermudas | Visa                                                                                          |
| 17 de noviembre de 2020  | Bolivia | Visa                                                                                          |
| 17 de noviembre de 2020  | Brasil | Bradesco Globoplay Mercado Livre Vivo                                                         |
| 17 de noviembre de 2020  | Caribe Neerlandés | Ninguno                                                                                       |
| 17 de noviembre de 2020  | Chile | Visa Movistar Mercado Libre DirecTV Claro VTR                                                 |
| 17 de noviembre de 2020  | Colombia | DirecTV Movistar ETB Claro Tigo Mercado Libre Visa                                            |
| 17 de noviembre de 2020  | Costa Rica | Visa                                                                                          |
| 17 de noviembre de 2020  | Curazao | Visa                                                                                          |
| 17 de noviembre de 2020  | Dominica | Ninguno                                                                                       |
| 17 de noviembre de 2020  | Ecuador | DirecTV Mercado Libre Visa                                                                    |
| 17 de noviembre de 2020  | El Salvador | Visa                                                                                          |
| 17 de noviembre de 2020  | Guatemala | Visa                                                                                          |
| 17 de noviembre de 2020  | Guyana | Visa                                                                                          |
| 17 de noviembre de 2020  | Granada | Ninguno                                                                                       |
| 17 de noviembre de 2020  | Haití | Visa                                                                                          |
| 17 de noviembre de 2020  | Honduras | Visa                                                                                          |
| 17 de noviembre de 2020  | Islas Caimán | Visa                                                                                          |
| 17 de noviembre de 2020  | Islas Georgias del Sur y Sandwich del Sur | Ninguno                                                                                       |
| 17 de noviembre de 2020  | Islas Malvinas | Ninguno                                                                                       |
| 17 de noviembre de 2020  | Islas Turcas y Caicos | Ninguno                                                                                       |
| 17 de noviembre de 2020  | Islas Vírgenes Británicas | Ninguno                                                                                       |
| 17 de noviembre de 2020  | Jamaica | Visa                                                                                          |
| 17 de noviembre de 2020  | México | Sky Totalplay Izzi Mercado Libre Telmex Telcel Megacable Visa                                 |
| 17 de noviembre de 2020  | Montserrat | Visa                                                                                          |
| 17 de noviembre de 2020  | Nicaragua | Visa                                                                                          |
| 17 de noviembre de 2020  | Panamá | Visa                                                                                          |
| 17 de noviembre de 2020  | Paraguay | Personal-Flow Visa                                                                            |
| 17 de noviembre de 2020  | Perú | DirecTV Mercado Libre Visa Movistar                                                           |
| 17 de noviembre de 2020  | República Dominicana | Visa                                                                                          |
| 17 de noviembre de 2020  | San Cristóbal y Nieves | Visa                                                                                          |
| 17 de noviembre de 2020  | Santa Lucía | Ninguno                                                                                       |
| 17 de noviembre de 2020  | San Vicente y las Granadinas | Ninguno                                                                                       |
| 17 de noviembre de 2020  | Surinam | Ninguno                                                                                       |
| 17 de noviembre de 2020  | Trinidad y Tobago | Visa                                                                                          |
| 17 de noviembre de 2020  | Uruguay | DirecTV Mercado Libre Cablevisión Visa Antel Movistar Claro                                   |
| 17 de noviembre de 2020  | Venezuela | Ninguno                                                                                       |
| 23 de febrero de 2021    | Singapur | StarHub                                                                                       |
| 1 de junio de 2021       | Malasia | Hotstar Astro                                                                                 |
| 30 de junio de 2021      | Tailandia | Hotstar AIS                                                                                   |
| 12 de noviembre de 2021  | Corea del Sur | LG U+ KT                                                                                      |
| 12 de noviembre de 2021  | República de China | Taiwan Mobile Kbro                                                                            |
| 16 de noviembre de 2021  | Hong Kong | HKBN                                                                                          |
| 18 de mayo de 2022       | Sudáfrica | DStv                                                                                          |
| 8 de junio de 2022       | Arabia Saudita | Ninguno                                                                                       |
| 8 de junio de 2022       | Argelia | Ninguno                                                                                       |
| 8 de junio de 2022       | Baréin | Ninguno                                                                                       |
| 8 de junio de 2022       | Catar | Ninguno                                                                                       |
| 8 de junio de 2022       | Egipto | Ninguno                                                                                       |
| 8 de junio de 2022       | EAU | Ninguno                                                                                       |
| 8 de junio de 2022       | Irak | Ninguno                                                                                       |
| 8 de junio de 2022       | Jordania | Ninguno                                                                                       |
| 8 de junio de 2022       | Kuwait | Ninguno                                                                                       |
| 8 de junio de 2022       | Líbano | Ninguno                                                                                       |
| 8 de junio de 2022       | Libia | Ninguno                                                                                       |
| 8 de junio de 2022       | Marruecos | Ninguno                                                                                       |
| 8 de junio de 2022       | Omán | Ninguno                                                                                       |
| 8 de junio de 2022       | Palestina | Ninguno                                                                                       |
| 8 de junio de 2022       | Túnez | Ninguno                                                                                       |
| 8 de junio de 2022       | Yemen | Ninguno                                                                                       |
| 14 de junio de 2022      | Åland | Ninguno                                                                                       |
| 14 de junio de 2022      | Albania | Ninguno                                                                                       |
| 14 de junio de 2022      | Andorra | Ninguno                                                                                       |
| 14 de junio de 2022      | Bosnia y Herzegovina | Ninguno                                                                                       |
| 14 de junio de 2022      | Bulgaria | Ninguno                                                                                       |
| 14 de junio de 2022      | Ciudad del Vaticano | Ninguno                                                                                       |
| 14 de junio de 2022      | Croacia | Ninguno                                                                                       |
| 14 de junio de 2022      | Eslovaquia | Ninguno                                                                                       |
| 14 de junio de 2022      | Eslovenia | Ninguno                                                                                       |
| 14 de junio de 2022      | Estonia | Ninguno                                                                                       |
| 14 de junio de 2022      | Gibraltar | Ninguno                                                                                       |
| 14 de junio de 2022      | Grecia | Vodafone                                                                                      |
| 14 de junio de 2022      | Hungría | Ninguno                                                                                       |
| 14 de junio de 2022      | Islas Feroe | Ninguno                                                                                       |
| 14 de junio de 2022      | Islas Pitcairn | Ninguno                                                                                       |
| 14 de junio de 2022      | Kosovo | Ninguno                                                                                       |
| 14 de junio de 2022      | Letonia | Ninguno                                                                                       |
| 14 de junio de 2022      | Liechtenstein | Ninguno                                                                                       |
| 14 de junio de 2022      | Lituania | Ninguno                                                                                       |
| 14 de junio de 2022      | Macedonia del Norte | Ninguno                                                                                       |
| 14 de junio de 2022      | Malta | Ninguno                                                                                       |
| 14 de junio de 2022      | Mónaco | Ninguno                                                                                       |
| 14 de junio de 2022      | Montenegro | Ninguno                                                                                       |
| 14 de junio de 2022      | Polinesia Francesa | Ninguno                                                                                       |
| 14 de junio de 2022      | Polonia | Canal+ Online, Plus, Polsat Box, Netia                                                        |
| 14 de junio de 2022      | Rumania | Ninguno                                                                                       |
| 14 de junio de 2022      | San Marino | Ninguno                                                                                       |
| 14 de junio de 2022      | San Martín | Ninguno                                                                                       |
| 14 de junio de 2022      | San Pedro y Miquelón | Ninguno                                                                                       |
| 14 de junio de 2022      | Santa Elena, Ascensión y Tristán de Acuña | Ninguno                                                                                       |
| 14 de junio de 2022      | Serbia | Ninguno                                                                                       |
| 14 de junio de 2022      | Svalbard y Jan Mayen | Ninguno                                                                                       |
| 14 de junio de 2022      | Territorio Británico del Océano Índico | Ninguno                                                                                       |
| 14 de junio de 2022      | Tierras Australes y Antárticas Francesas | Ninguno                                                                                       |
| 14 de junio de 2022      | Turquía | Ninguno                                                                                       |
| 16 de junio de 2022      | Israel | Yes                                                                                           |
| 17 de noviembre de 2022  | Filipinas | GCash-Alipay+ Globe                                                                           |

## Recepción
El 13 de noviembre de 2019, un día después de su lanzamiento, Disney anunció que el servicio de streaming ya había registrado más de 10 millones de suscriptores.Disney+ ha sido bien recibido gracias a su precio asequible y a la extensa biblioteca de Disney. Frank Pallotta de CNN declaró que "la compañía [Disney] ha reempaquetado su valioso contenido para el servicio, lo que lo convierte en un digno compañero de los otros servicios en el mercado. Nick Pino de TechRadar declaró: "Si Disney lo mantiene actualizado con contenido nuevo, Disney+ podría rivalizar con Netflix más temprano que tarde".
Tras su lanzamiento, Disney+ experimentó importantes dificultades técnicas. Los usuarios se quejaron de recibir mensajes de error de que el servicio estaba caído y que "no podían conectarse", lo que resultaba irritante porque muchos de ellos habían pagado el servicio con meses de antelación. In some instances, passwords needed to be reset to enable access.
Otro aspecto negativo del lanzamiento del servicio fue la presentación de los episodios de Los Simpson en formato no HD. Es decir, que en lugar de presentarlos en su relación de aspecto original, fueron recortados para adaptarse a televisores de pantalla ancha 16:9 o estirados de manera incómoda a esa relación de aspecto. El ahora desaparecido servicio de streaming "Simpsons World" de FXX fue criticado de manera similar cuando se lanzó. En respuesta, Disney declaró que permitirían ver los episodios de las primeras 19 temporadas y algunos de la temporada 20 en la relación de aspecto 4:3 o 16:9 a principios de 2020. La función estuvo disponible el 28 de mayo de 2020.
Algunos han notado que episodios de Los Simpsons, X-Men, Patoaventuras, Phineas y Ferb, Kim Possible, y The Avengers: Earth's Mightiest Heroes se presentan casi en su totalidad desordenados, mientras que a algunas series les faltan episodios. Otros han cuestionado por qué faltaba en la plataforma un catálogo extenso de material propiedad de Disney, incluidas películas más antiguas producidas por este.Títulos de Disney Junior, contenido de Marvel, material de The Muppetsy la serie animada de comedia inédita de Star Wars Star Wars Detours. El 26 de junio de 2020, la serie Patoaventuras de 2017 tenía sus episodios organizados en el orden correcto, mientras que el cocreador de Phineas y Ferb, Jeff "Swampy" Marsh, declaró que están trabajando para corregir el orden de su serie.
Disney+ fue el término de búsqueda de Google más popular en 2019 en EE. UU.En febrero de 2020, Disney informó que Disney+ tenía 26,5 millones de suscriptores a finales de 2019 y 28,6 millones al 3 de febrero de 2020. En abril de 2020, Disney+ tenía 50 millones de suscriptores pagos, de los cuales aproximadamente 8 millones procedían de la India. El servicio tenía 4.5 millones de suscriptores el 4 de mayo, 57.5 millones de suscriptores en el final de Junio, 60.5 millones de suscriptores el 4 de agosto, 73.7 millones de suscriptores el 30 de septiembre y 86.8 millones de suscriptores al 2 de diciembre. En febrero de 2021, Disney informó que Disney+ tenía 94,9 millones de suscriptores al 2 de enero de 2021. El 9 de marzo de 2021, Disney informó que el servicio había superado los 100 millones de suscriptores pagos, pero no dijo cuándo había alcanzado el hito. La compañía aclaró que ahora solo proporcionaría actualizaciones del número de suscriptores cuando se alcancen ciertos hitos, en lugar de publicar números exactos cada trimestre.
En 2020, Apple Inc. nombró a Disney+ la aplicación Apple TV del año. Fue la segunda y tercera aplicación gratuita más descargada del año a nivel mundial en iPad y iPhone, respectivamente. También fue votada como la mejor aplicación de 2020 por los usuarios de Google Play. En el primer semestre de 2021, la aplicación alcanzó 125 millones de descargas.
Durante el Gran Premio de Italia de la Fórmula 1 2024 transmitido el 1.º de septiembre de 2024 en Hispanoamérica (excepto México), muchos usuarios se sintieron decepcionados por la aparición de anuncios (la mayoría argentinos) a mitad de la carrera o durante los mensajes de radio efectuados por el ganador (Charles Leclerc), e incluso, hubo cancelaciones de contrato de la plataforma por parte de algunos usuarios, a pesar de que esta los incluía por contrato solo para los eventos deportivos en vivo en la sección ESPN.